# Liechtensteins Davis Cup-lag
Liechtensteins Davis Cup-lag styrs av Liechtensteins tennisförbund och representerar Liechtenstein i tennisturneringen Davis Cup, tidigare International Lawn Tennis Challenge. Liechtenstein debuterade i sammanhanget 1996. Laget slutade nia i Europa-Afrikazonens grupp III år 2000.